# Maria Barbara Bach
Maria Barbara Bach (Gehren, 20 de outubro de 1684 – Köthen, 7 de julho de 1720) foi uma soprano alemã.

## Vida
Maria Barbara nasceu em Gehren, Alemanha em 20 de Outubro de 1684 e foi a primeira esposa do compositor Johann Sebastian Bach. Ela era sua prima de terceiro grau, filha de Johann Michael Bach, que era irmão de Johann Christoph Bach, primo co-irmão de Johann Ambrosius Bach, pai de Johann Sebastian Bach . Maria Barbara e Johann Sebastian casaram-se em 17 de outubro de 1707 em Dornheim e tiveram sete filhos, três dos quais não sobreviveram à infância. 
Sua morte ocorreu subitamente em Carlsbad, enquanto seu marido estava a serviço de Leopold, Príncipe de  Anhalt-Köthen. A data exata de sua morte não é conhecida, é certo que se deu dias antes de seu enterro em 7 de Julho de 1720 no antigo cemitério de Köthen, que só ocorreu quando do retorno de Johann Sebastian.
No ano de 2004 foi erguido no Parque da Paz de Köthen, um memorial em homenagem a Maria Barbara Bach.

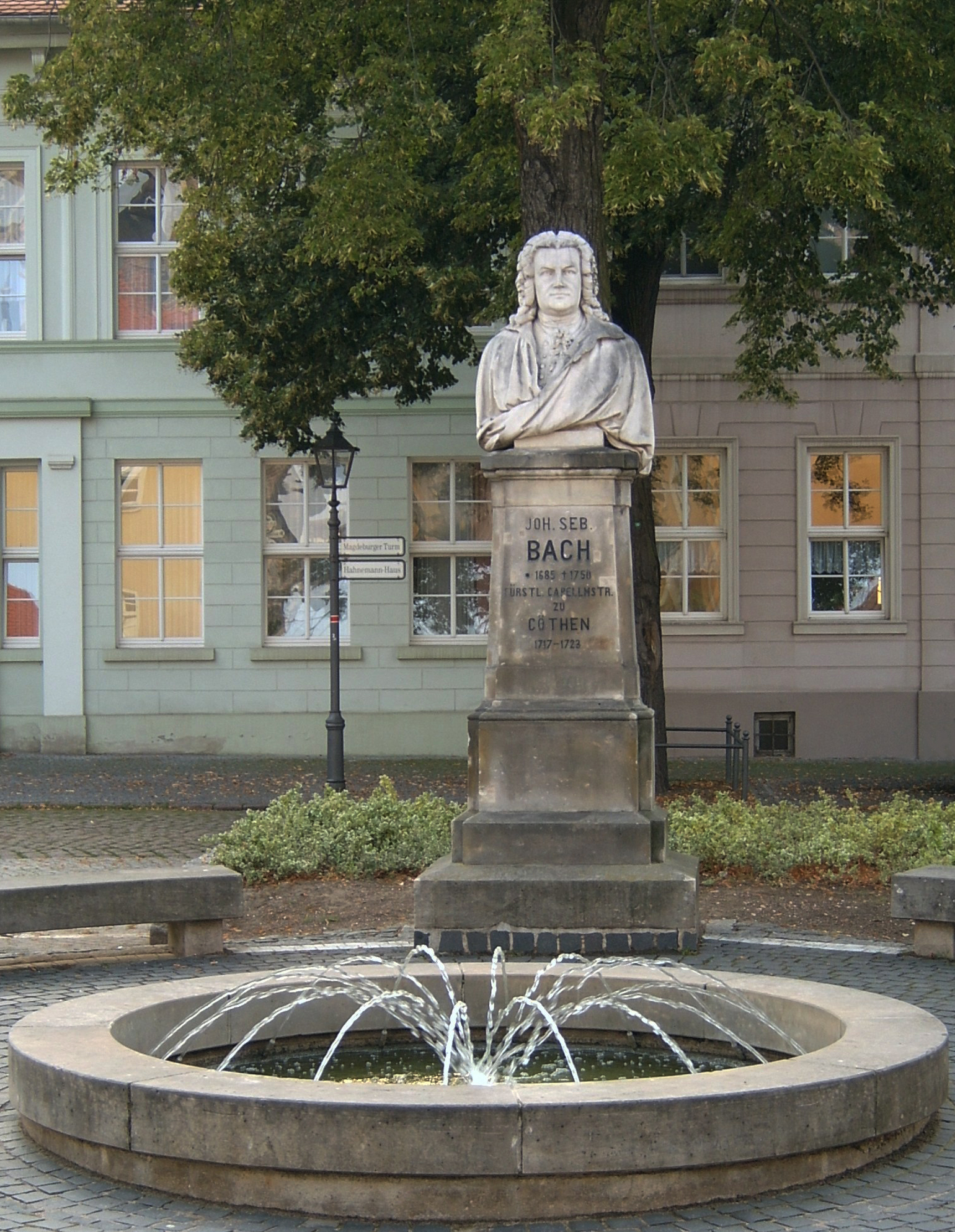
Busto de Johann Sebastian Bach em Köthen, cidade onde Maria Barbara Bach passou grande parte da vida.

## Filhos de Maria Barbara e Johann Sebastian
- Catharina Dorothea (* 28 de Dezembro de 1708; † 14 de Janeiro de 1774).
- Wilhelm Friedemann (* 22 de Novembro de 1710; † 1 de Julho de 1784).
- Johann Christoph (* 23 de Fevereiro de 1713; † 23 de Fevereiro 1713), gêmeo de Maria Sophia.
- Maria Sophia (* 23 de Fevereiro de 1713; † 15 de Março de 1713), gêmea de Johann Christoph.
- Carl Philipp Emanuel (* 8 de Março de 1714; † 14 de Dezembro de 1788).
- Johann Gottfried Bernhard (* 11 de Maio de 1715; † 27 de Maio de 1739).
- Leopold Augustus (* 15 de Novembro de 1718 ; † 29 de Setembro de 1719).